# Años 2100
Los años de 2100, llamada también como década de 2100, decenio de los 2100, será una década del calendario gregoriano que abarcará el periodo de tiempo desde el 1 de enero de 2100, hasta el 31 de diciembre de 2109.